# توت‌سنت‌مارتن
توت‌سنت‌مارتن (به مجاری:  Tótszentmárton) یک سکونتگاه مسکونی در مجارستان است که در زالا واقع شده‌است.